# Ernesto Chaparro
Ernesto Chaparro Esquivel (4 gennaio 1901 – 10 luglio 1957) è stato un calciatore cileno, di ruolo difensore.

## Carriera
Con la Nazionale cilena partecipò ai Mondiali del 1930 e ai Giochi olimpici del 1928.